# La Classique Morbihan
Cet article traite uniquement de La Classique Morbihan.
Pour les résultats de l'autre épreuve féminine ayant lieu le lendemain de cette épreuve, voir Grand Prix du Morbihan Féminin.
La Classique Morbihan est une course cycliste féminine française. Créée en 2015, elle a lieu la veille du Grand Prix du Morbihan Féminin, le vendredi. Elle intègre le calendrier en catégorie 1.2 en 2015, puis devient catégorie 1.1 en 2016.

## Palmarès
| Année | Vainqueur           | Deuxième         | Troisième             |                  |
| ----- | ------------------- | ---------------- | --------------------- | ---------------- |
| 2015  | Chloe Hosking       | Pascale Jeuland  | Eider Merino          |                  |
| 2016  | Christine Majerus   | Élise Delzenne   | Amélie Rivat          |                  |
| 2017  | Ashleigh Moolman    | Alena Amialiusik | Cecilie Uttrup Ludwig |                  |
| 2018  | Ashleigh Moolman    | Rasa Leleivytė   | Alicia González       |                  |
| 2019  | Christine Majerus   | Sofie De Vuyst   | Tatiana Guderzo       |                  |
| 2020  | annulé/abandonné    | annulé/abandonné | annulé/abandonné      | annulé/abandonné |
| 2021  | Sofia Bertizzolo    | Valentine Fortin | Chiara Consonni       |                  |
| 2022  | Ántri Christofórou  | Coralie Demay    | Femke Markus          |                  |
| 2023  | Gaia Masetti        | Alessia Vigilia  | Sofia Bertizzolo      |                  |
| 2024  | Eleonora Gasparrini | Marta Lach       | Jade Wiel             |                  |
| 2025  |                     |                  |                       |                  |